# Sussaba japonica
Sussaba japonica là một loài tò vò trong họ Ichneumonidae.